# Сва светлост коју не видимо
Сва светлост коју не видимо (енгл. All the light we cannot see) је књига из 2014. године, аутора Ентони Дора (енгл. Anthony Doerr). Српско издање је објавила издавачка кућа "Лагуна" из Београда 2015. године у преводу Дубравке Срећковић Дивковић.

## О аутору
Ентони Дор је рођен у Кливленду, Охајо, Сједињене Државе 1973. године. Аутор је шест књига: The Shell Collector, About Grace, Memory Wall, Four Seasons in Rome, Cloud Cuckoo Land, и Сва светлост коју не видимо. Дор је двоструки финалиста Националне награде за књигу, а његова фикција је освојила пет О. Хенри награда, као и бројне друге награде укључујући Пулицерову награду и Карнегијеву медаљу.
Ентони Дор тренутно живи у Бојсију у Ајдаху, са супругом и два сина.

## О делу
Сва светлост коју не видимо је роман о слепој Францускињи и немачком дечаку чији се путеви сударају у окупираној Француској док обоје покушавају да преживе разарања Другог светског рата.
Мари Лора живи у Паризу у близини Природњачког музеја, где ради њен отац. Са шест година је ослепела и отац јој је направио макету кварта у Паризу у ком живе а која јој помаже да научи да додиром запамти распоред улица и тако самостално долази до музеја.
Када немачка војска окупира Париз, Мари Лора има дванаест година. Отац и ћерка беже у цитаделу Сен Мало, где јој живи повучени рођак у високој кући поред мора. Са собом су понели можда и највреднију драгоценост музеја.
У исто време, у рударском граду у Немачкој, Вернер Фенинг, сироче, одраста са својом млађом сестром. Проналази стари радио апарат и дечак постаје очаран урађајем који им доноси приче са места која никада нису видели или замишљали. Постаје стручњак за израду и поправљање радија. Постаје вешт мајстор за поправку радија и тај таленат га води међу Хитлерову омладину. Ангажован је да искористи свој таленат да пронађе отпор. Вернер Фенинг пролази кроз европска ратишта од Русије до срца Француске поражен свешћу да из дана у дан губи своју људскост.
Вернер Фенинг и Мари Лора се срећу једног дана, и тада Вернер, заљубљеник у технику, схвата да су њих двоје тачкице људске свести које се опиру колективном страху и злу и да још увек постоји могућност избора неког племенитијег света. Преплићући животе Мери Лоре и Вернера, аутор осветљава начине на које људи, упркос свему, покушавају да буду добри једни према другима.

## Награде
Књига је номинована и освојила следеће награде:
- Освојене награде:
  - Пулицеробва награда за фикцију (2015)
  - Audie Award for Fiction (2015)
  - ALA Alex Award (2015)
  - Dayton Literary Peace Prize Nominee for Fiction (2015)
  - Ohioana Book Award for Fiction (2015)
  - Australian Book Industry Award (ABIA) for International Book (2015)
  - Andrew Carnegie Medal for Fiction (2015)
  - Idaho Book of the Year Award (2014)
  - Goodreads Choice Award for Historical Fiction (2014)
- Финалиста:
  - National Book Award for Fiction (2014)
- Номинације: 
  - Номинација је за преведену фикцију (2017)
  - Номинација за Best of the Best (2018)
  - Номинациај за International Dublin Literary Award (2016)